# Martin Wilhelm Kutta
Martin Wilhelm Kutta (Byczyna, 3 de novembro de 1867 — Fürstenfeldbruck, 25 de dezembro de 1944) foi um matemático alemão.
De 1885 a 1890 estudou na Universidade de Wrocław, e depois, até 1894, na Universidade de Munique. De 1894 a 1897 foi assistente de Walther von Dyck na Universidade Técnica de Munique. Em 1898 passou meio ano na Universidade de Cambridge. Obteve um doutorado em 1900 na Universidade de Munique, orientado por Ferdinand von Lindemann e Gustav Conrad Bauer. De 1899 a 1909 foi novamente assistente de Walther von Dyck.
De 1909 a 1910 foi professor na Universidade Friedrich Schiller de Jena, e de 1910 a 1912 foi professor na Universidade Técnica de Aachen.
Em 1912 foi professor na Universidade de Stuttgart, onde permaneceu até aposentar-se em 1935.
Em 1901, baseado em um artigo de Carl Runge, desenvolveu o Método de Runge-Kutta, utilizado para resolver equações diferenciais ordinárias.